# Ostbayerische Technische Hochschule Regensburg
Die Ostbayerische Technische Hochschule Regensburg (OTH Regensburg) ist eine Fachhochschule in Regensburg.
Die OTH Regensburg wurde 1971 unter dem Namen Fachhochschule Regensburg als Hochschule für Technik, Wirtschaft und Sozialwesen in Regensburg gegründet. Heute ist die OTH Regensburg eine der größten Fachhochschulen in Bayern. An acht Fakultäten werden 32 Bachelorstudiengänge, 20 Masterstudiengänge und acht Weiterbildungsstudiengänge (sechs berufsbegleitende Bachelor- und vier weiterbildende Masterstudiengänge) angeboten. Der Name „Ostbayerische Technische Hochschule“ wird aufgrund eines bestehenden Kooperationsvertrages im Verbund mit der Ostbayerischen Technischen Hochschule Amberg – Weiden getragen.

## Geschichte

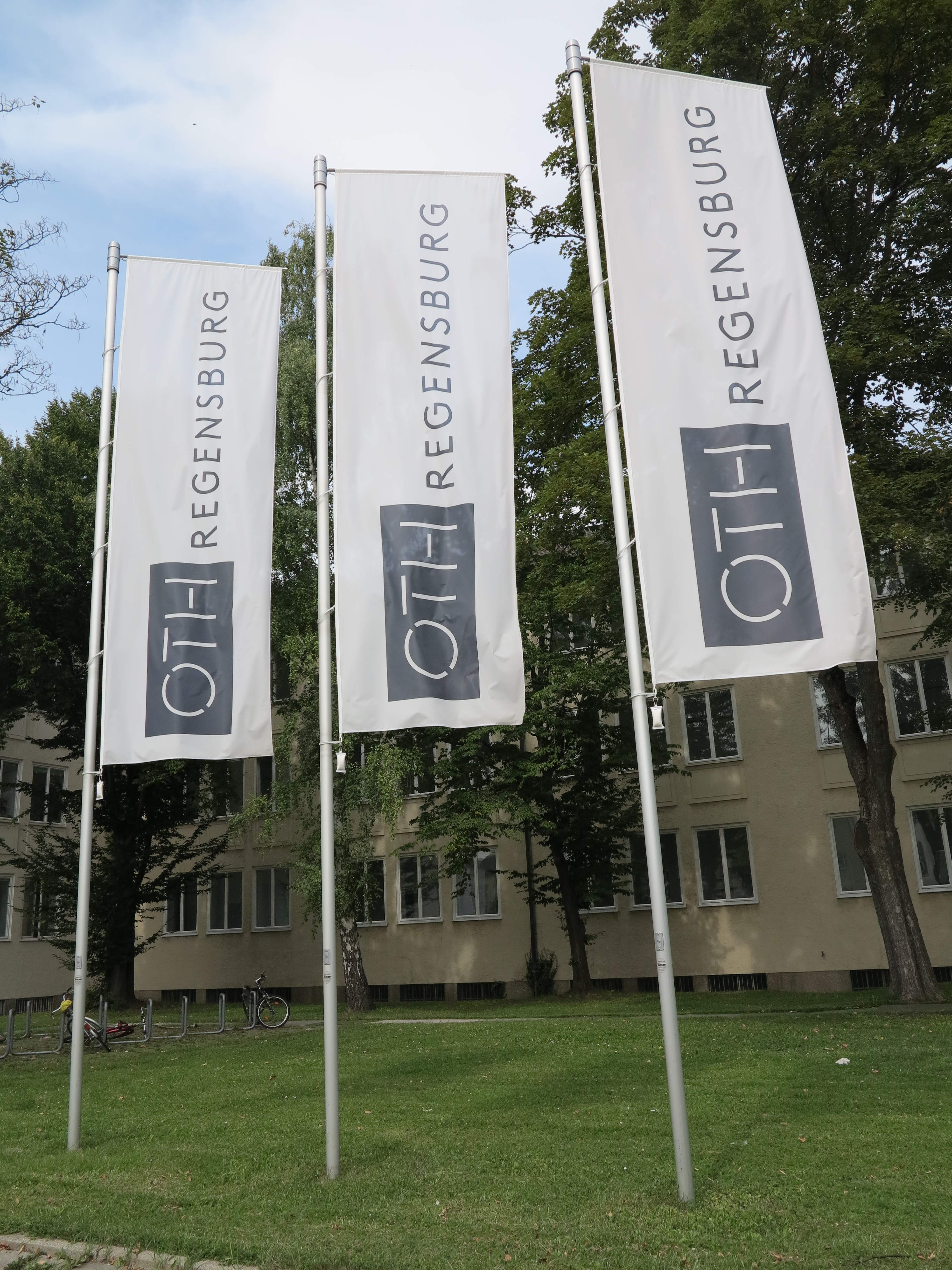
Der Standort in der Prüfeninger Straße 58.

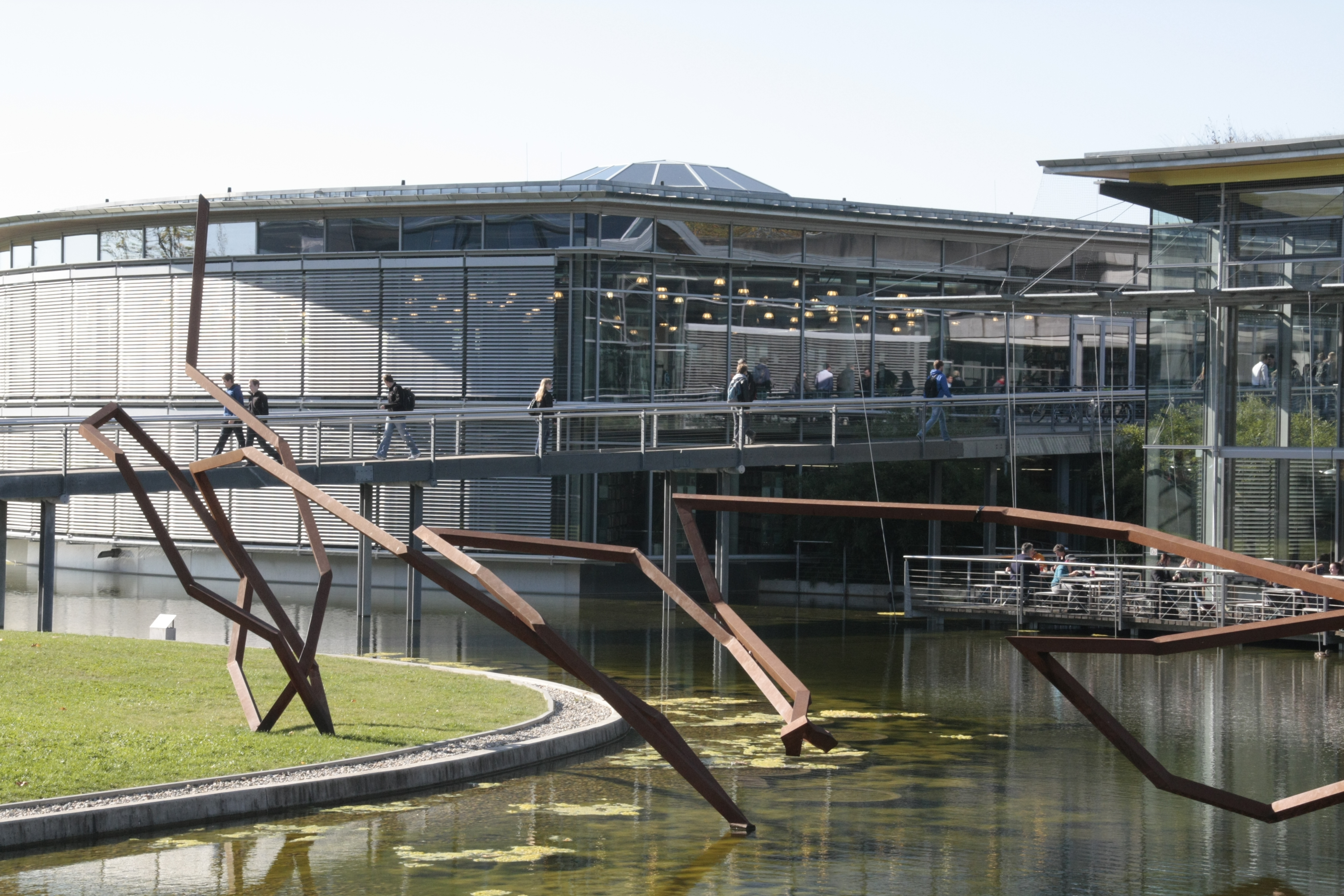
Blick auf die Bibliothek, die Mensa und den zentralen See.

### Die Wurzeln
Betrachtet man die Geschichte der Ostbayerischen Technischen Hochschule Regensburg und ihrer Vorläufereinrichtungen, so reicht diese weit zurück. Die Chronik verweist ins Jahr 1846, als der Zeichenlehrer Johann Dörner eine private „Baugewerkschule“ gründete, die schließlich 1868 mit der Königlichen Realschule verbunden wurde. Daraus entwickelte sich über eine Reihe von Stationen die Bauschule in Regensburg – Fachschule für Hoch- und Tiefbau, die 1953 mit der Einweihung eines Neubaus an der Prüfeninger Straße ihren Standort gefunden hatte, an dem sie vorerst weiter expandieren konnte.

### Das Jahr 1958: Gründungsjahr des Johannes-Kepler-Polytechnikums
Die Zahl der Schüler an der Bauschule stieg rasch an. Im März 1958 beschloss der Bezirkstag der Oberpfalz den Ausbau der Regensburger Bauschule zu einem Polytechnikum mit den Abteilungen Hochbau, Tiefbau, Maschinenbau und Elektrotechnik. Das Polytechnikum sollte den jungen Menschen der Region eine heimatnahe Ausbildung zum Ingenieur ermöglichen und damit insgesamt dem Mangel an technischen Fach- und Führungskräften im ostbayerischen Raum entgegenwirken. Ziel war es, eine anwendungsbezogene Ausbildung mit Dozenten aus der Praxis anzubieten.
Im selben Jahr verlieh der Bezirkstag der Regensburger Ingenieurschule nach einstimmigem Beschluss den Namen „Johannes-Kepler-Polytechnikum“. 1961 folgte ein weiterer Neubau für die Abteilung Maschinenbau und Elektrotechnik mit 55.000 m³ umbautem Raum. Der gesamte Baukomplex war damals für 1.000 Studierende konzipiert, 920 waren zu diesem Zeitpunkt bereits immatrikuliert. Das Polytechnikum war somit ein wichtiger Schritt für die weitere Entwicklung bis zur heutigen Ostbayerischen Technischen Hochschule.

### Die Fachhochschule Regensburg
Mit der Übernahme des Polytechnikums durch den Freistaat Bayern im Jahr 1964 ging auch die Trägerschaft an den Freistaat über.
1971 beschloss der Freistaat Bayern die Gründung der Fachhochschulen als zweiten Typ von Hochschulen neben den Universitäten. Durch die Zusammenführung des Regensburger Johannes-Kepler-Polytechnikums, der Staatl. Zieglerschule in Landshut, der Staatl. Fach- und Ingenieurschule für Glas in Zwiesel, der Staatl. Höhere Fachschule für Porzellan in Selb, mit der Höheren Wirtschaftsschule Ostbayern und durch die Erweiterung um die Ausbildungsrichtung Sozialwesen entstand schließlich die Fachhochschule Regensburg. Dies bedeutete zugleich eine erhebliche Erweiterung des Studienangebots um die Fächer Betriebswirtschaft und Sozialwesen. Das Studienangebot wurde schrittweise ausgebaut: Im Jahr 1973 folgte der Studiengang Informatik, 1974 nahm Regensburg als erste und bis heute einzige Fachhochschule in Bayern schließlich den Lehrbetrieb im Fach Mathematik auf.

### Von der Fachhochschule Regensburg zur OTH Regensburg
Die Kernaufgabe der OTH Regensburg ist laut Hochschulprofil eine praxisorientierte Lehre, die zugleich ständig auf dem Stand der Technik und Wissenschaft wissenschaftlich zu fundieren ist. Dazu ist Forschung notwendig, die Ergebnisse universitärer Grundlagenforschung aufnimmt und nach Lösungen für praktische Probleme sucht und solche entwickelt. Dementsprechend sind im neuen Bayerischen Hochschulgesetz von 2006 neben die Kernaufgabe „Lehre“ für die Fachhochschulen die weiteren Pflichtaufgaben der „angewandten Forschung“ und der wissenschaftlichen Weiterbildung getreten. Die Umbenennung der Fachhochschule zur Hochschule für angewandte Wissenschaften sollte eine Konsequenz dieser weiteren wissenschaftlichen Profilierung bezeugen.
Am 1. Oktober 2013 erfolgte die Umbenennung zur Ostbayerischen Technischen Hochschule Regensburg. Der neue Titel ist das Ergebnis der erfolgreichen Teilnahme an dem Wettbewerb um den Titel „Technische Hochschule“ unter den bayerischen Hochschulen für angewandte Wissenschaften, ausgerufen vom Bayerischen Staatsministerium für Wissenschaft, Forschung und Kunst. Die Hochschule Regensburg hatte sich gemeinsam mit der Hochschule Amberg-Weiden unter der „Dachmarke“ Ostbayerische Technische Hochschule um den Titel beworben. Die Ostbayerische Technische Hochschule Regensburg ist eine von nur sieben bayerischen Hochschulen, welche fortan den Titel „Technische Hochschule“ im Namen tragen darf.
Mit der Ernennung zur Technischen Hochschule hat sich die OTH Regensburg auf fünf Leitthemen fokussiert, die in den nächsten Jahren im Mittelpunkt ihrer Forschung und Lehre stehen werden:
- Energie und Mobilität
- Information und Kommunikation
- Lebenswissenschaften und Ethik
- Produktion und Systeme
- Gebäude und Infrastruktur

Die OTH Regensburg ist eine von 17 Hochschulen für Angewandte Wissenschaften (HAW) im Freistaat Bayern. Sie ist eine der 20 größten Hochschulen für angewandte Wissenschaften in Deutschland. Die acht Fakultäten sind in Regensburg an verschiedenen Standorten beheimatet: Am Campus zwischen der Galgenbergstraße und Universitätsstraße sowie in der Prüfeninger Straße.
Die OTH Regensburg hat derzeit mehr als 200 internationale Hochschulkontakte zu Universitäten und Hochschulen in allen Kontinenten.

### Auf dem Weg zum Campus

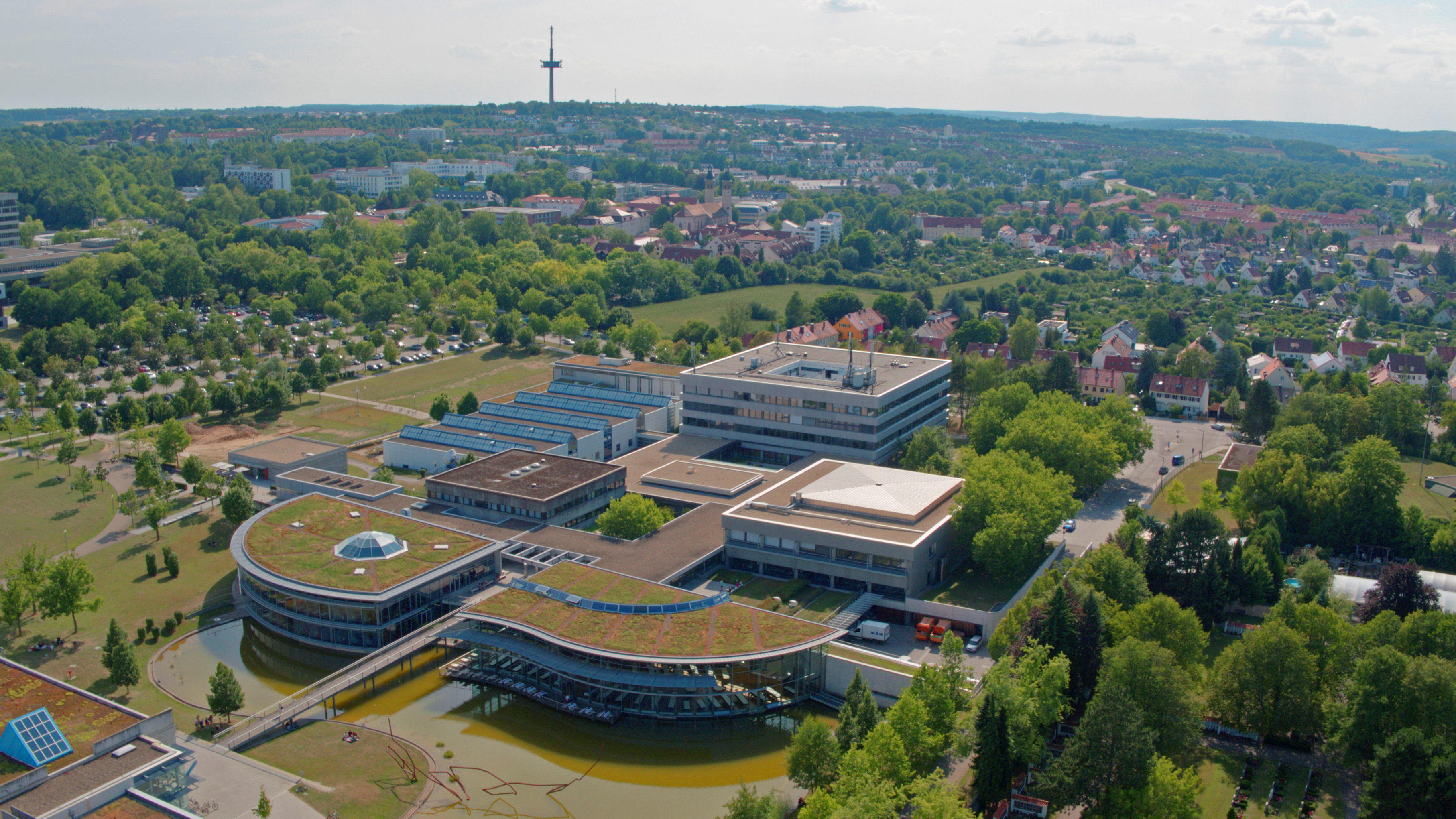
Luftaufnahme von einem Teil des Campus am Galgenberg aus nordöstlicher Richtung.

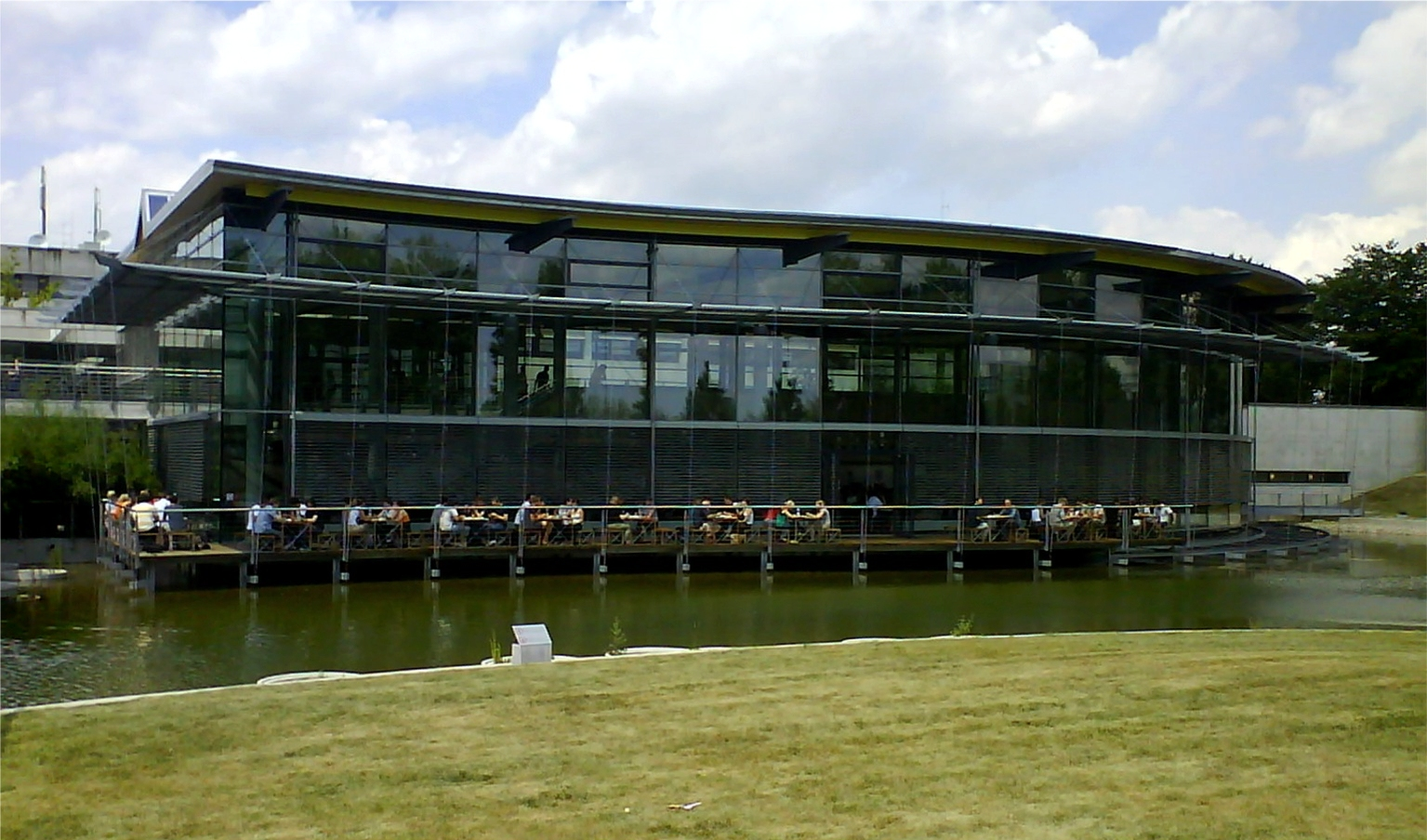
Die Mensa des Campus

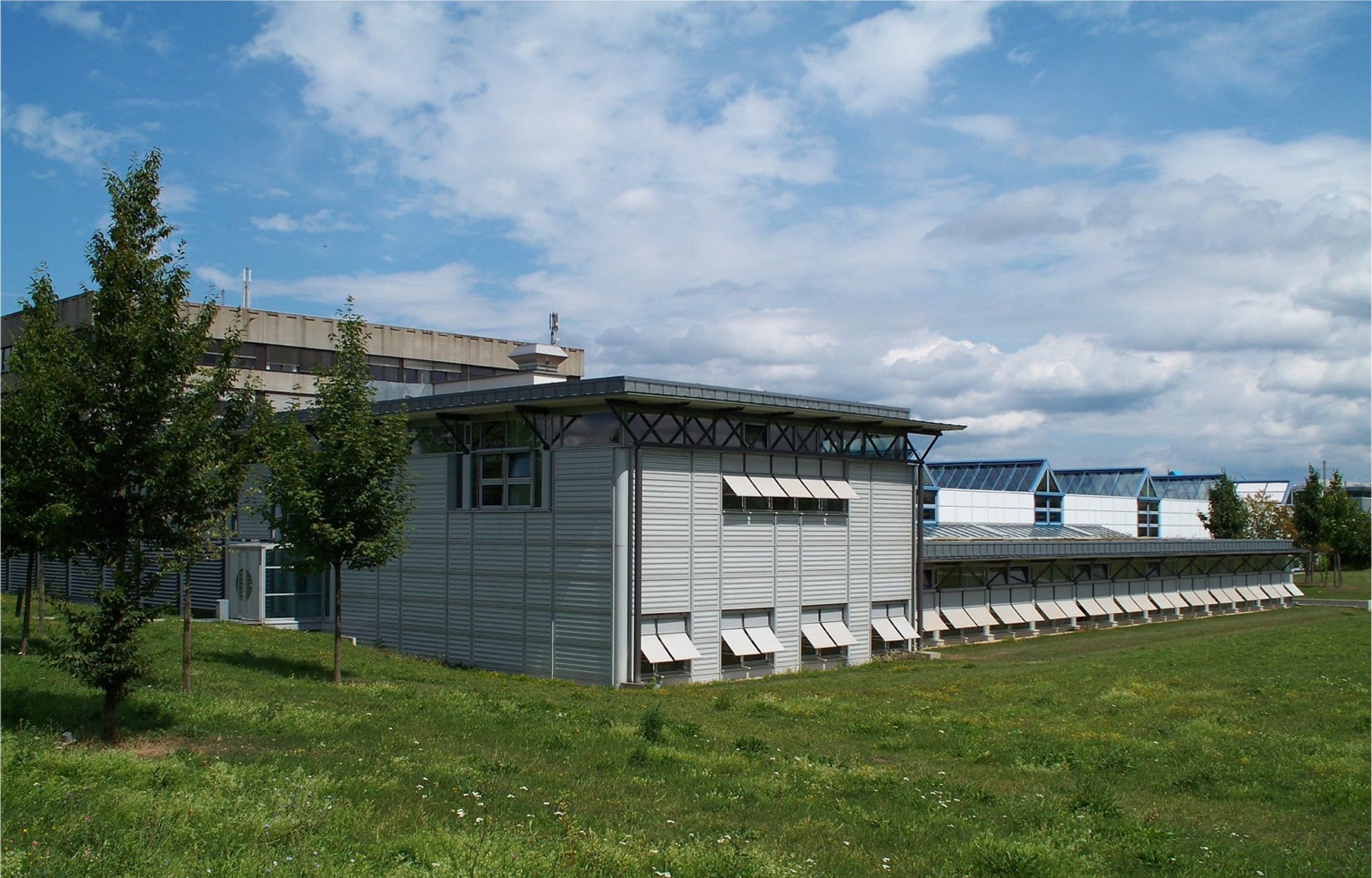
Das Laborgebäude für die Mikrosystemtechnik

Der stürmische Zuwachs an Studierenden führte schon bald zu extremen räumlichen Engpässen. Eine erste Lösung zeichnete sich aufgrund eines rechnerischen Raumüberschusses bei den für die Universität Regensburg bereits errichteten Gebäuden ab. Das Universitätsbauamt wurde beauftragt, die Ausbildungsrichtung Wirtschaft und Sozialwesen sowie wesentliche Teile der Ausbildungsrichtung Technik in entsprechend umzubauende Gebäude der Universität an der Seybothstraße endgültig einzugliedern.
Damit war der Grundstein für einen gemeinsamen Wissenschaftscampus mit der Universität Regensburg gelegt: mit dem Wintersemester 1977/78 war bereits die Fakultät Sozialwesen in die Seybothstraße umgezogen, im Wintersemester 1983/84 folgte die Fakultät Betriebswirtschaft und ein Teil der Fakultät Elektrotechnik. 1985 wurde für die Elektrotechnik ein neues Hörsaalgebäude gebaut, 1987 dann schließlich das dazugehörige Laborgebäude. 1988 bezogen die Fakultäten Allgemeinwissenschaften und Mikrosystemtechnik sowie Informatik und Mathematik den größten Teil des Sammelgebäudes an der Universität.
Vor dem Hintergrund der weiter gestiegenen Studierendenzahl und der Überfüllung der Prüfeninger Straße fiel 1995 schließlich die Standortentscheidung, dass die gesamte Fachhochschule schrittweise auf den Campus an der Universitätsstraße verlagert werden sollte. Die Umsetzung begann mit einem Neubau für die Fakultät Maschinenbau an der Galgenbergstraße, der 2001 bezogen werden konnte. 2002 wurde der Laborneubau für die Mikrosystemtechnik fertiggestellt. Im Jahr 2006 gingen schließlich sowohl die neue Zentralbibliothek als auch die neue Mensa in Betrieb. 2011 ging das Hörsaalgebäude am Forum in Betrieb. 2014 kam ein Studierendenhaus hinzu, 2016 das Haus der Technik und 2017 der Neubau der Fakultät Informatik und Mathematik. Im Jahr 2022 wurde ein Neubau für die Verwaltung und ein neues Gebäude für die Fakultät Architektur am Campus bezogen.
Aktuell befinden sich in den ursprünglichen Gebäuden der Hochschule, im Westen der Stadt, Teile von Sozial- und Gesundheitswissenschaften sowie Teile weiterer verschiedener Fakultäten und Einrichtungen. Im Süden, in den Räumlichkeiten der Universität Regensburg, befinden sich derzeit noch einzelne Räume in Nutzung durch die OTH Regensburg im sog. Sammelgebäude. Am Campus zwischen der Galgenbergstraße und der Universitätsstraße sind somit aktuell die Fakultäten Angewandte Natur- und Kulturwissenschaften, Sozial- und Gesundheitswissenschaften, Architektur, Bauingenieurwesen, Betriebswirtschaft, Elektro- und Informationstechnik, Maschinenbau und Informatik und Mathematik angesiedelt.

## Fakultäten
Die Hochschule ist in acht Fakultäten gegliedert:
- Angewandte Natur- und Kulturwissenschaften
- Architektur
- Bauingenieurwesen
- Betriebswirtschaft
- Elektro- und Informationstechnik
- Informatik und Mathematik
- Maschinenbau
- Sozial- und Gesundheitswissenschaften

## Studiengänge
Die OTH Regensburg bietet derzeit 60 Studiengänge an:
| - Architektur - Bauingenieurwesen - Bauklimatik - Betriebswirtschaft - Biomedical Engineering - Scientific Computing - Digital Engineering im Maschinenbau - Elektro- und Informationstechnik - Europäische Betriebswirtschaft - Hebammenkunde - Industriedesign - Informatik - Intelligent Systems Engineering - International Computer Science - International Relations and Management - Künstliche Intelligenz und Data Science - Logopädie (ausbildungsintegrierend) - Maschinenbau - Mathematik - Mechatronik - Medizinische Informatik - Mikrosystemtechnik - Musik- und bewegungsorientierte Soziale Arbeit - Pflege - Physiotherapie (ausbildungsintegrierend) - Produktions- und Automatisierungstechnik - Regenerative Energietechnik und Energieeffizienz - Soziale Arbeit - Soziale Arbeit Dual - Technische Informatik - Umwelt- und Industriesensorik - Wirtschaftsinformatik | - Advanced Nursing Practice - Applied Research in Engineering Sciences - Architektur - Bauingenieurwesen: - Bauen im Bestand: Konstruktiv und Energieeffizient - Bauen im Bestand: Infrastruktur und Verkehr - Digitale Methoden in Bauwesen und Bauprojektmanagement - Betriebswirtschaft - Digital Entrepreneurship - Electrical and Microsystems Engineering - Elektro- und Informationstechnik - Elektromobilität und Energienetze - Europäische Betriebswirtschaft - Historische Bauforschung - Human Resource Management - Industrial Engineering - Informatik - Interkulturalitätsmanagement - Logistik - Maschinenbau - Mathematik - Medizintechnik - Soziale Arbeit – Inklusion und Exklusion - Betriebswirtschaft - Pflegemanagement - Soziale Arbeit - Systemtechnik - Automotive Electronics - Betriebswirtschaft - Business Administration – MBA - Informationstechnologie - Leitung und Kommunikationsmanagement |

### Promotion und Nachwuchsförderung
An der OTH Regensburg können Absolventinnen und Absolventen an einem der Promotionszentren oder in Kooperation mit einer Universität promovieren.
Promotionszentren: Der OTH Regensburg, der Hochschule für angewandte Wissenschaften München und der Technische Hochschule Nürnberg Georg Simon Ohm wurde 2023 das eigenständige Promotionsrecht für besonders forschungsstarke Bereiche verliehen. Die drei Standorte richten gemeinsame, hochschulübergreifende Promotionszentren ein. Das Promotionsrecht konzentriert sich auf Fachgebiete mit besonderer Forschungsstärke: Angewandte Informatik, Energietechnik, Integrales Bauen, Materialien und Produktionstechnik, Physical and Biomedical Engineering sowie Sozial- und Gesundheitswissenschaften.
Kooperatives Promotionsverfahren: Die OTH Regensburg bietet ein Doktorandenseminar an, das Studierenden die Möglichkeit bietet, in einem kooperativen Promotionsverfahren den Doktorgrad zu erreichen. Im Jahr 2016 promovierten auf diese Weise etwa 80 OTH Regensburg-Studierende. Zugleich konnten elf Promovenden ihre Doktorarbeit erfolgreich abschließen.

### Digitalisierung
Die Digitalisierung bildet an der OTH Regensburg ein strategisches Querschnittsthema. Ziel ist es, ein Konzept der digitalen Bildung zu etablieren. Allen Absolventen der OTH Regensburg sollen übergreifende Kompetenzen zur Digitalisierung vermittelt werden, insbesondere auch die gesellschaftlichen und wirtschaftlichen Folgeentwicklungen einer Digitalisierung. Die an der Hochschule vorhandenen und für den fakultätsübergreifenden Lehraustausch relevanten Lehrkompetenzen im Bereich der Digitalisierung werden dazu in einer neuen zentralen Einrichtung, der „Regensburg School of Digital Sciences (RSDS)“, zusammengeführt. Auch in der Forschung ist das Thema „Digitalisierung“ auf vielfältige Art und Weise an der OTH Regensburg präsent, was man an einer ganzen Reihe von regionalen und überregionalen Forschungsprojekten und -kooperationen sehen kann.

## Einrichtungen

### Institut für Angewandte Forschung und Wirtschaftskooperationen (IAFW)
Zum 1. Oktober 2000 wurde an der Ostbayerischen Technischen Hochschule Regensburg das Institut für Angewandte Forschung und Wirtschaftskooperationen (IAFW) gegründet. Als zentrale Einrichtung stellt das IAFW die fachbereichsübergreifende Dachorganisation für alle Forschungsaktivitäten der Hochschule Regensburg dar. Ziel hinter dieser hochschulweiten Einrichtung ist es, die Brücke zwischen der anwendungsbezogenen Wissenschaft und der industriellen Praxis zu schlagen und im Rahmen von Veranstaltungen zum Wissens- und Technologietransfer die Zusammenarbeit mit der Wirtschaft zu ermöglichen. Dabei erhalten die Unternehmen nicht nur direkten Zugriff auf neueste Erkenntnisse und Ergebnisse, sondern sie haben durch den gezielten Wissensaustausch mit Spezialisten der Hochschule auch die Möglichkeit, Antworten auf konkrete Problemstellungen zu erhalten. Die Zusammenarbeit mit dem IAFW bietet dabei nicht nur Großunternehmen, sondern verstärkt auch kleinen und mittleren Unternehmen, die häufig über keine oder nur geringe Kapazitäten im Bereich Forschung und Entwicklung verfügen, die Chance, ihre Innovationsfähigkeit deutlich zu steigern.
Insbesondere Hochschulmitglieder können sich zu Fragen der nationalen und internationalen Forschungsförderung beraten lassen und werden bei der Antragstellung sowie der administrativen Abwicklung von Kooperationsprojekten unterstützt. Die Erfassung und Veröffentlichung der Forschungsaktivitäten gehört ebenso zu den Aufgaben wie die Bündelung der Forschungskompetenzen der OTH Regensburg. Um die breit gefächerten Forschungsaktivitäten transparenter zu gestalten, wurden unter dem Dach des IAFW in den letzten zwei Jahren zahlreiche Kompetenzzentren gegründet (u. a. Sensorik, Mechatronik, Nanotechnologien, IT-Security, Software-Engineering, Bioengineering, Logistik). Die Kooperation mit verschiedenen regionalen und überregionalen Netzwerken ist ebenfalls ein Schwerpunkt.

### Regensburg Center of Biomedical Engineering
Das Regensburg Center of Biomedical Engineering (RCBE) ist eine fakultäts- und hochschulübergreifende Forschungseinrichtung der OTH Regensburg und der Universität Regensburg. Im RCBE werden die biomedizinische Kompetenz der Universität und die ingenieurwissenschaftliche sowie die medizininformatische Kompetenz der Technischen Hochschule gebündelt. Dabei wird ein besonderer Blick gelegt auf gemeinsame Forschung und Entwicklung sowie Weiterbildung.

### Regensburg Center for Artificial Intelligence
Das Regensburg Center for Artificial Intelligence fördert die interdisziplinäre Zusammenarbeit auf dem Gebiet der Forschung und Anwendung der Künstlichen Intelligenz.

### Regensburg Center of Energy and Ressources
Das Regensburg Center of Energy and Ressources bündelt die Aktivitäten der OTH Regensburg auf dem Strategiefeld der Energie und Ressourcen und ist Drehscheibe für Partner aus Wirtschaft, Forschung und öffentlicher Hand.

### Regensburg Center of Health Sciences and Technology
Das Regensburg Center of Health Sciences and Technology bündelt die Expertise aus den Bereichen Medizintechnik, Medizinischer Informatik und Gesundheits- und Sozialwissenschaften in Forschung, Entwicklung, Lehre und Weiterbildung.

### Zentrum für Weiterbildung und Wissensmanagement (ZWW)
Wissenschaftlich fundierte berufliche Weiterbildung bildet neben Lehre und anwendungsorientierter Forschung die dritte Säule im Leistungsangebot der OTH Regensburg. Sie eröffnet Adressaten aus der ganzen Region die Chance zu lebenslanger Weiterbildung und trägt bei, die Qualifikations- und Kompetenzressourcen für die gesamte Region nachhaltig zu sichern. Das ZWW koordiniert die Weiterbildung fachbereichsübergreifend und interdisziplinär. Das Angebot reicht von offenen Lehrveranstaltungen über Fachseminare und -kurse bis hin zu Zusatzausbildungen und Weiterbildungsstudiengängen, die zum international anerkannten Masterabschluss führen. Das ZWW ist die Kontaktstelle für Unternehmen und Einrichtungen der Praxis. Es bietet neben diesen eigenen Angeboten auch fachliche Unterstützung für betriebliche Weiterbildungsmaßnahmen und professionelles Wissensmanagement.

### Forschung an der OTH Regensburg
Die OTH Regensburg ist eine der forschungsstärksten Hochschulen für angewandte Wissenschaften in Bayern. Bei ihren Forschungsaktivitäten orientiert sich die OTH an ihren Leitthemen: Energie und Mobilität – Information und Kommunikation – Lebenswissenschaften und Ethik – Produktion und Systeme – Gebäude und Infrastruktur. Sensorik und Digitalisierung dienen zusätzlich als Querschnittsthemen. Neben den „Regensburg Centern“ stützt sich die Forschung an der OTH-Regensburg auf die Kompetenzzentren.
- Combustion Engines and Emissions Control Laboratory – CEEC
- Competence Center Software Engineering – CCSE
- Historische Bauforschung
- Friedrich-Mielke-Institut für Scalalogie – FMI
- Innovationszentrum für Produktionslogistik und Fabrikplanung – IPF
- Institut für Sozialforschung und Technikfolgenabschätzung – IST
- IT-Anwenderzentrum – ITZ
- Laboratory for Safe and Secure Systems – LaS³
- Mechatronics Research Unit – MRU
- Nachhaltiges Bauen – KNB
- Nanoanalytik und Halbleiterchemie – Nanochem
- Regelungs- und Steuerungssysteme – RST
- Sensorik-ApplikationsZentrum – SappZ

An der OTH Regensburg können Absolventinnen und Absolventen zudem an einem der Promotionszentren oder in Kooperation mit einer Universität promovieren. Als zentrale Stelle unterstützt das Graduiertenzentrum in allen Phasen der Promotion und bietet Beratung, Services und Weiterbildungsangebote.

## Rankings
Im CHE-Hochschulranking 2023 der Zeitung Die Zeit erreichte die Fakultät Informatik und Mathematik den zweiten Platz unter allen deutschen und österreichischen Fachhochschulen. Auch in früheren CHE Rankings erhielten die Fakultäten der OTH Regensburg mehrheitlich Platzierungen in den Spitzengruppen. Die Fakultäten Maschinenbau und Bauingenieurwesen schafften es dabei unter die Top-10 in Deutschland, die Fakultät Betriebswirtschaft unter die Top-20.

## Förderer

### Verein der Freunde der Hochschule Regensburg
Verein der Freunde der Hochschule Regensburg e. V.
Der Verein der Freunde unterstützt die OTH Regensburg u. a. mit finanziellen Mitteln für Angelegenheiten, die aus staatlichen Mitteln nicht zu finanzieren sind. Daneben ist die Förderung der Studierenden ein besonderer Schwerpunkt. Darüber hinaus ist der Verein ein weiteres wichtiges Netzwerk für die Einbindung der Hochschule in die Region.

### Stiftung zur Förderung der Hochschule Regensburg
Die vom ersten Hochschulrat initiierte und vor allem von Ehrensenator Gert Wölfel als Stiftungsvorstand aufgebaute und organisierte Stiftung zur Förderung der Hochschule Regensburg wird von breiten Kreisen der Wirtschaft mit Einlagen und Zustiftungen getragen. Stiftungszweck ist die Förderung der Hochschule Regensburg. Die Stiftung verwirklicht diesen Zweck insbesondere durch die Förderung ausländischer Studierender vor allem aus mittel- und osteuropäischen Ländern zum Zwecke des Studiums an der Hochschule Regensburg, daneben auch durch die Förderung von Auslandsaufenthalten Studierender und die Förderung des wissenschaftlichen Fort- und Weiterbildungsangebots der OTH Regensburg.

## Persönlichkeiten
- Peter Aumer (* 1976), Betriebswirt und Politiker, MdB
- Markus Emde (* 19??), Architekt und Professor
- Rudolf Hierl (* 1958), Architekt und Professor
- Reinhard Höpfl (* 1947), Naturwissenschaftler, ehem. Professor und langjähriger Präsident der TH Deggendorf
- Joe Kaeser (* 1957), Vorstandsvorsitzender der Siemens AG, studierte von 1977 bis 1980 Betriebswirtschaftslehre
- David Klemperer (* 1953), Mediziner, Professor 2001 bis 2019
- Erich Kohnhäuser (* 1945), Dekan im Fachbereich Maschinenbau und ehemaliger Präsident der Fachhochschule Regensburg
- Stephan Köppel (* 1963), Architekt
- Waleska Leifeld (* 19??), Architektin, Szenenbildnerin und Professorin
- Andreas Mühlbauer (* 1995), Architekt und Volleyballspieler
- Oswald Peithner (* 1932), Architekt und Professor
- Thekla Schulz-Brize (* 1960), Bauforscherin und ehem. Professorin
- Alexander Thomas (1939–2023), Kultur- und Sozialpsychologe, Honorarprofessor
- Arnold Weissman (* 1955), Wirtschaftswissenschaftler und Unternehmer, Professor
- Constantin Zöller (* 1987), deutscher Hörfunkmoderator

### Ehrensenatoren und Ehrenmitglieder
Ehrensenatoren
- Erhard Frank, Leiter a. D. BMW-Werk Regensburg
- Alfred Freitag (†), Vorstandsmitglied a. D. OBAG
- Dieter Hendel, Leiter a. D. BMW-Werk Regensburg
- Harro Lührmann, Technischer Geschäftsführer a. D. Maschinenfabrik Reinhausen
- Helmut Matschi, Vorstandsmitglied der Continental AG
- Friedrich Mielke (†), Begründer der Scalalogie (Friedrich-Mielke-Institut für Scalalogie an der OTH Regensburg)
- Michael Rohde, Geschäftsführer Maschinenfabrik Reinhausen GmbH
- Hans Schaidinger, Oberbürgermeister a. D. Stadt Regensburg
- Richard Scheubeck, Diplom-Kaufmann; Gründungsmitglied und ehem. Vorstandsvorsitzender der Scheubeck-Jansen Stiftung
- Günter G. Seip (†), Direktor a. D. Siemens, Leiter des Geschäftsgebietes Installationsgeräte und -systeme, Standortleiter Regensburg
- Reinhold Stahl, Vizepräsident a. D. Handwerkskammer Niederbayern-Oberpfalz
- Hans-Jürgen Thaus, stellv. Vorstandsvorsitzender a. D. Krones AG
- Gert Wölfel, Steuerberater; Vorstandsmitglied a. D. OBAG

Ehrenmitglieder
- Egon Scheubeck (†), Ehem. Geschäftsführer Maschinenfabrik Reinhausen und Scheubeck Holding GmbH & Co.

## Campus- und Studentenleben

### Studierendenvertretung

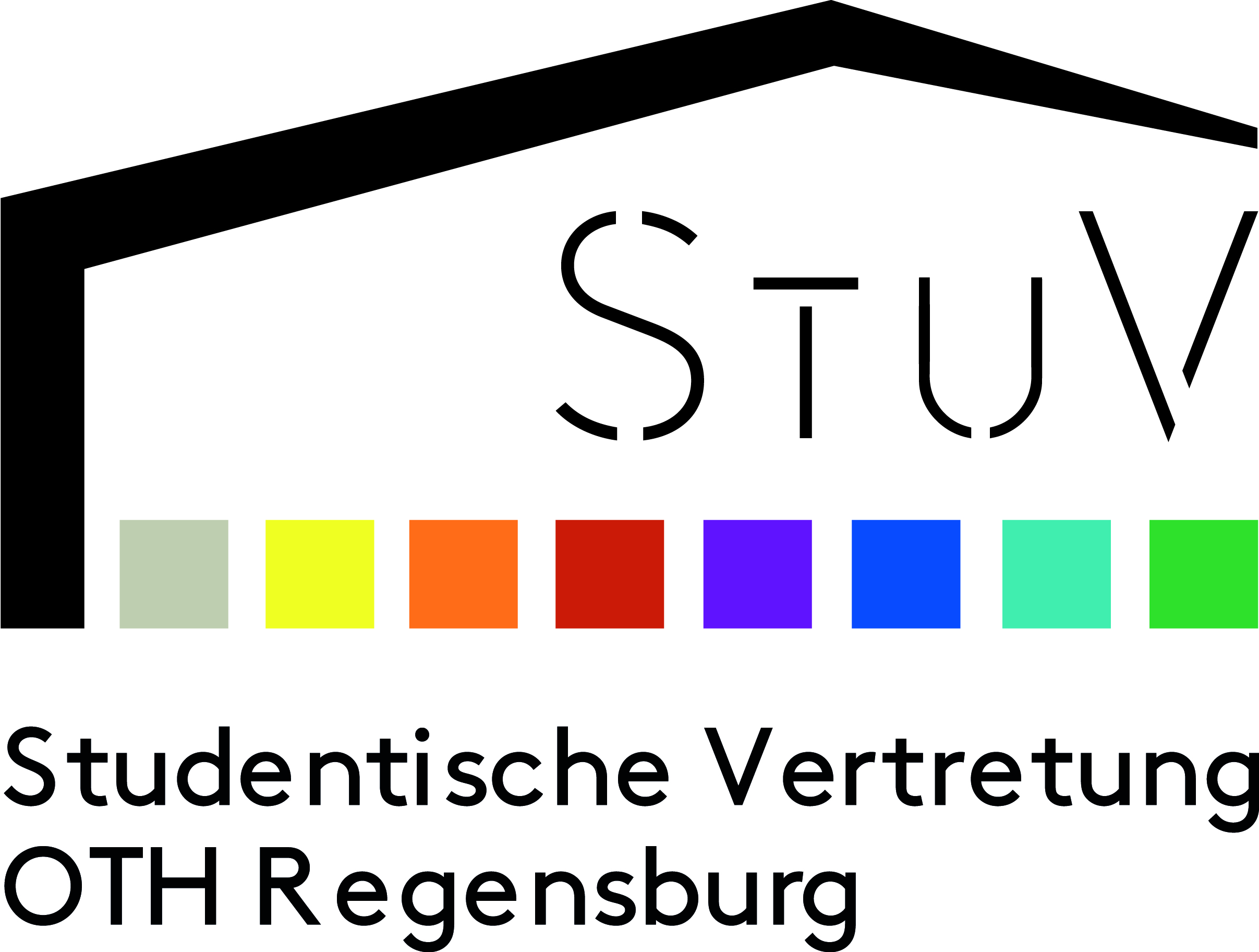
Banner der Studierendenvertretung der OTH Regensburg.

An der OTH Regensburg existiert eine Studierendenvertretung gemäß Artikel 52 des Bayerischen Hochschulgesetzes. Neben der gesetzlich vorgegebenen Struktur von Vertretern im Senat und den Fakultätsräten, sowie einem Studentischen Konvent, einem Fachschaften- und einem Sprecherrat bilden sich freie Fachschaften. An der OTH Regensburg sind keine parteipolitischen Hochschulgruppen aktiv. Die Studierendenvertretung sieht sich als parteilos, politisch ungebunden und unabhängig.

### Unabhängige Studierenden Organisation (USO e.V.)
Die Unabhängige Studierenden Organisation, kurz USO ist ein gemeinnütziger Verein und setzt sich für die Verbesserung des Hochschullebens ein. Die Mitglieder setzen sich aus Studierenden aller Fakultäten und Studiensemester zusammen. Neben der Unterstützung der Studierendenvertretung und anderer Einrichtungen der OTH Regensburg veranstaltet die USO jedes Semester mit dem „OTH-Fest“ eine der größten Studierendenparties in Regensburg.

### Formula Student – Dynamics e.V.

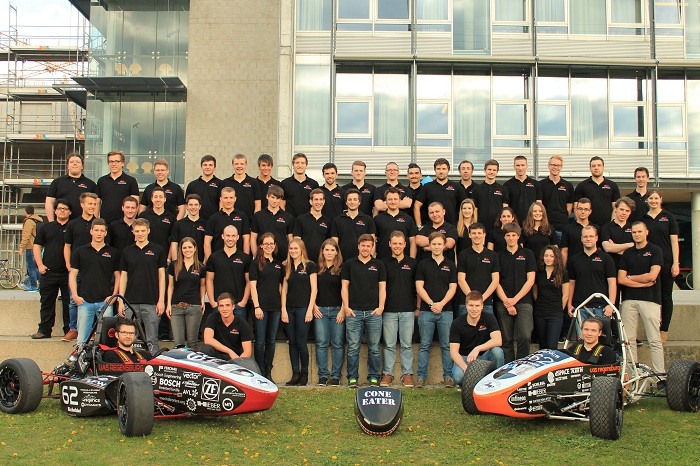
Das Team von Dynamics e. V. und regenics e. V. der OTH Regensburg

An der Hochschule Regensburg haben sich im Jahr 2006 Studierende organisiert, um am Konstruktionswettbewerb Formula Student Germany teilzunehmen. Das Verbrenner-Team Dynamics e. V. war in den letzten Jahren sehr erfolgreich und hat sich auch international einen Namen machen können.
In der Saison 2018 konnten das Team sich in zwei Design Finals behaupten (FSA+FSG) und den Acceleration auf FSA gewinnen. Gesamt schlossen sie auf FSG mit Platz 5 und FSA, wie auch FSS, mit Platz 7 ab.
Von 2010 bis 2013 wurden im Partner-Verein regenics e. V. auch 3 Fahrzeuge mit elektrischem Antrieb geplant und gebaut.
Der Studentische Konvent der OTH Regensburg bezuschusst den Verein jedes Jahr mit einer Zuweisung aus dem Topf für besondere Projekte der Studienzuschüsse.

### Campus Regensburg e.V.
Der Campus Regensburg e. V. ist ein gemeinnütziger Verein, der sich für die Förderung von Kultur und studentischem Engagement an der Hochschule und Universität einsetzt. Der Verein entstammt dem Studentischen Konvent der OTH Regensburg und soll die verbindende Wirkung des Bildungscampus Regensburg zum Ausdruck bringen. Seit 2010 veranstaltet er unter anderem das Campusfest. Dabei treten regional wie national bekannte Bands auf. Zu den musikalischen Gästen gehörten bereits James Hersey, Eternal Tango, Bilderbuch oder Grossstadtgeflüster. Seit 2011 wird das Bühnenprogramm um Kleinkunst, Tanz oder Theater erweitert. Studentische Organisationen und Hochschuleinrichtungen präsentieren sich mit Informationsständen. Daneben finden Sportturniere und weitere Rahmenprogrammpunkte statt.

### Netzwerk Nachhaltigkeit
Am Campus Regensburg (OTH Regensburg und Universität Regensburg) setzt sich die studentische Initiative Netzwerk Nachhaltigkeit für ökologische, soziale und ökonomische Nachhaltigkeit in allen Bereichen der Hochschulen ein: Betrieb, Lehre, Verwaltung, Forschung, Transfer, Governance und studentisches Leben. Das Netzwerk Nachhaltigkeit versteht sich als eine überparteiliche und basisdemokratische Organisation, das heißt: das gleiche Mitspracherecht für alle, Transparenz und Diskursoffenheit. Es wird inklusiv, macht- und diskriminierungssensibel gearbeitet und sich für buntere Hochschulen eingesetzt. Ein Hauptprojekt des Netzwerks Nachhaltigkeit ist die jährlich stattfindende Regensburger Nachhaltigkeitswoche.